# Satiretegning
Satiretegning består i almindelighed af aktuelle revsende aviskommentarer til tidens begivenheder i tegnet form, fortrinsvis om begivenheder af politisk art. Der kan være tale om enkeltstående tegninger gerne med en dialog som undertekst, eller om faste tegneserier, som de i Danmark kendte: Statsministeren, Egoland og (med amerikansk stof) Doonesbury (i Dagbladet Information).
For at fortjene betegnelsen satiretegning, skal den have skarp brod og en klar pointe, og den skal præcist sætte fingeren på et ømt punkt.
Historisk har satiretegninger været trykt i "julehæfter", såsom Svikmøllen og Blæksprutten.